# 705

## Nașteri
- dată necunoscută: Hunald de Aquitania  (d. 774)
- dată necunoscută: Tiberiu al II-lea (asociat, sec. al VII-lea)  (d. 711)

## Decese
- Abd al-Malik, calif din dinastia omeiazilor (n. 646)
- Ferdulf, duce longobard de Friuli (705), (n. ?)
- Leonitos al II-lea, împărat bizantin (695-698), (n. ?)

- Tiberiu al II-lea, împărat bizantin (din 698), (n. ?)